# Gabriele Maria Deininger-Arnhard
Gabriele Maria Deininger-Arnhard   (Múnic, 31 de juliol de 1855 - Rum, 19 d'octubre de 1945) va ser una pintora alemanya-austríaca.

## Biografia
Els seus pares eren Wilhelm Arnhard, editor de revista a Múnic, i Anna Lenck d'Augsburg. Va estudiar a la Royal School of Art de Múnic. Després, va assistir a classes amb Julius Lange i Franz Streitt. De 1880 a 1885, va treballar com a paisatgista a Múnic.

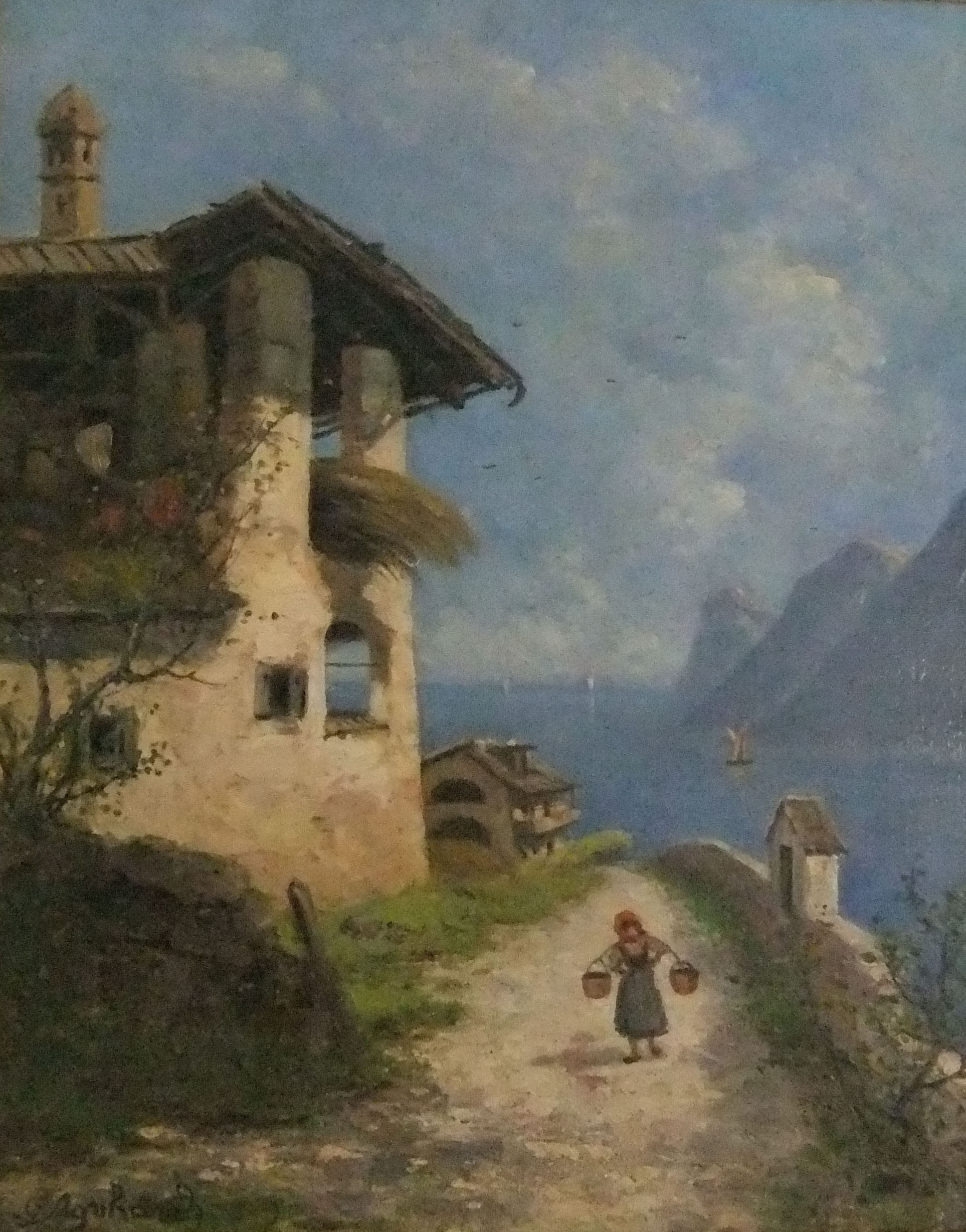
Portadora d'aigua al llac de Garda

El 1885 es va casar amb l'arquitecte Johann Wunibald Deininger i es va traslladar a Innsbruck. Tenien la seu a Innsbruck-Wilten, Franz Fischerstrasse 9. L'artista també es va dedicar a la pintura de paisatge a Innsbruck. Sovint va assistir al seu marit en estudis topogràfic-art-històrics a tot el Tirol.

## Rebuda
Deininger-Arnhard va pintar sobretot paisatges de les regions tiroleses i bavareses, però també va representar interiors rurals, a l'oli i a l'aquarel·la. Era més coneguda per les seves representacions de l'Ötztal. Segons el seu propi relat, va pintar més de 1.000 pintures a l'oli de gran format. Es poden trobar en col·leccions de diverses ciutats d'Alemanya, Tirol, Viena, París, Holanda, Suïssa, República Txeca, Hongria i Amèrica del Nord.
La primera exposició individual de Deininger-Arnhard com a artista va ser al Tiroler Landesmuseum (Ferdinandeum). Altres exposicions van seguir al país i a l'estranger. Una sèrie de pintures de paisatge tirolesos van aparèixer a la institució litogràfica de Redlich com a postals de colors.
Des de 1906, Deininger-Arnhard va dirigir una escola de pintura per a dones a Innsbruck, que va tenir èxit per primera vegada el 1907.